# Kabel piorunochronny
Kabel piorunochronny – kabel specjalny o zwiększonej wytrzymałości elektrycznej, którego metalowa powłoka pozostaje w ciągłym kontakcie z gruntem albo bezpośrednio, albo za pomocą osłony przewodzącej z tworzywa sztucznego